# Trigonophora forsteri
Trigonophora forsteri är en fjärilsart som beskrevs av Köhler 1968. Trigonophora forsteri ingår i släktet Trigonophora och familjen nattflyn. Inga underarter finns listade i Catalogue of Life.